# 上野ダム

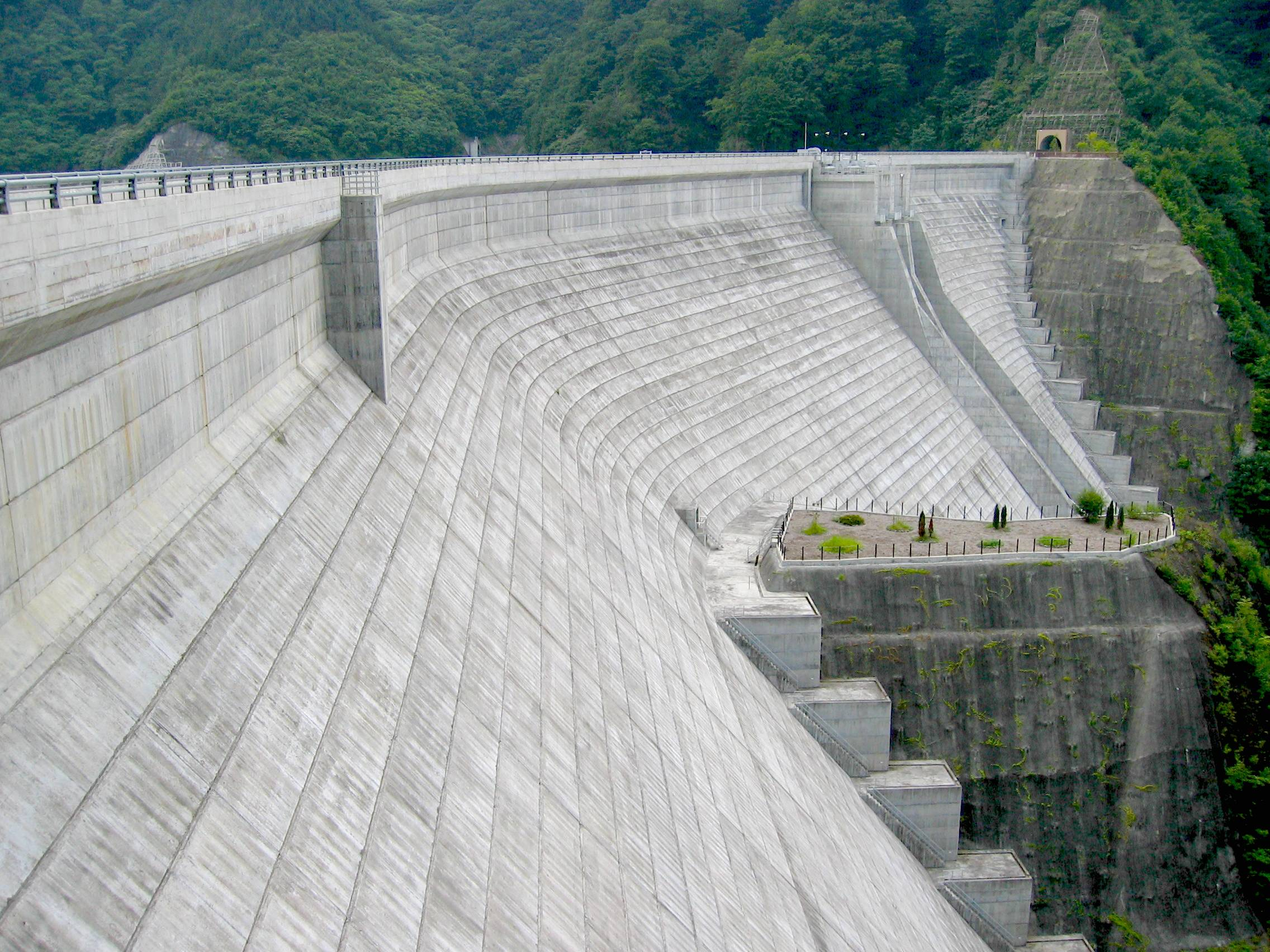
主ダム（奥）と副ダム（手前）

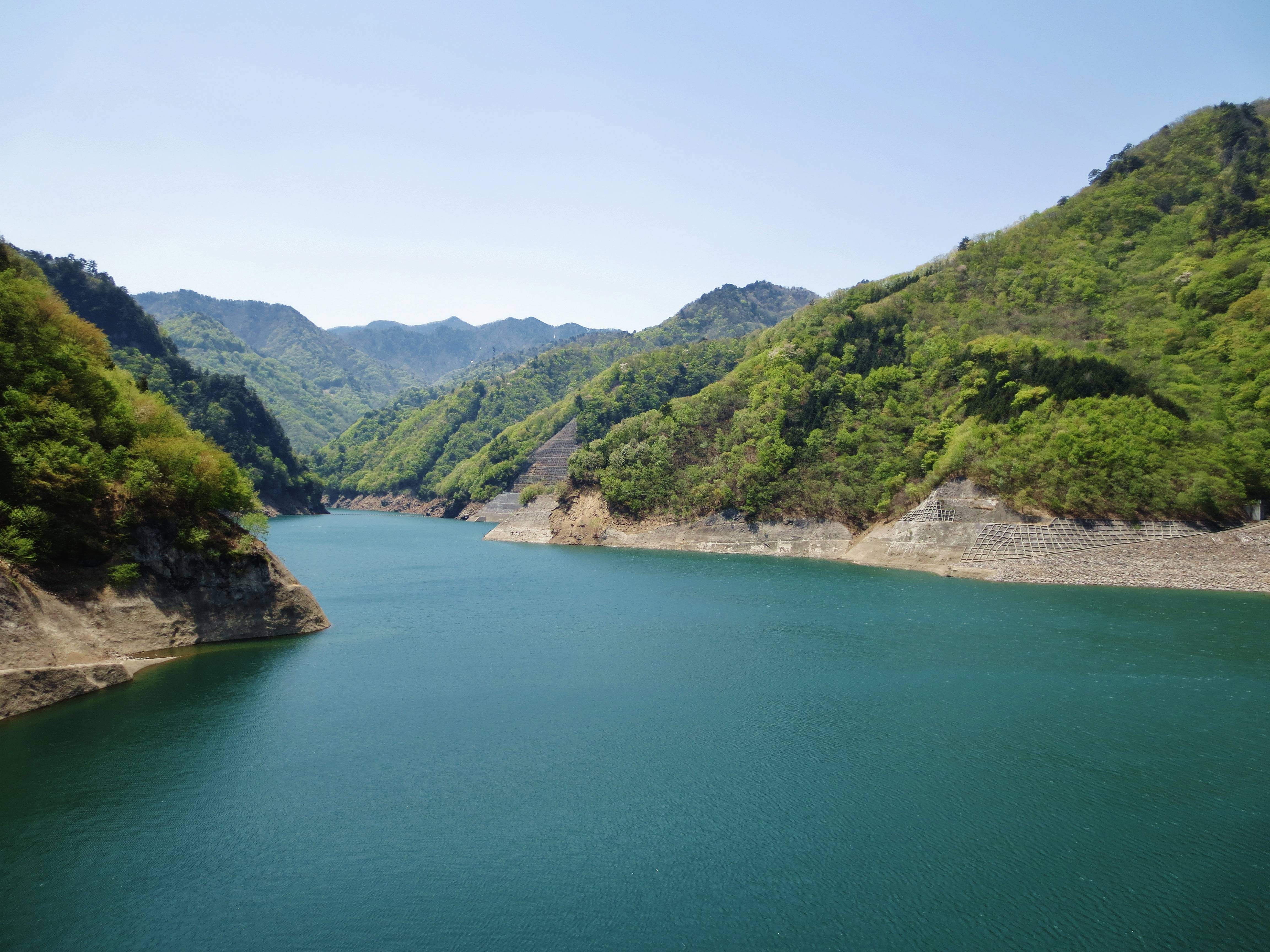
奥神流湖

上野ダム（うえのダム）は、群馬県多野郡上野村にある、一級河川・利根川水系神流川の最上流部に建設されたダムである。
東京電力リニューアブルパワーが管理する発電専用ダムで、高さ120.0メートルの重力式コンクリートダムである。全面稼動すれば日本最大の発電能力を持つ水力発電所・神流川発電所（かんながわはつでんしょ）の下部調整池として、上部調整池である南相木ダムと共に揚水発電を行うことで最大282万キロワットの電力を生み出す。ダムによって形成された人造湖は奥神流湖（おくかんなこ）と命名された。

## 地理
下久保ダム#地理の項目も参照のこと
神流川は、利根川水系の中で群馬県内における主要な支流である烏川の右支川である。三国山を水源として、上野村楢原までは北へ、下久保ダム付近までは東へ流路をとり、藤岡市に入ると次第に北へ向きを変え、関越自動車道を越えると烏川に合流する。
ダムは神流川の最上流部、日本航空123便墜落事故の墜落地点となった御巣鷹の尾根の直下流に建設された。ダムの名称は所在地である上野村より命名されている。
上野ダムと南相木ダムのダム湖では有効落差653mの高低差を利用して神流川発電所が揚水式発電を行っている。建設中のものを含めた計6基の発電機が運用された場合は発電出力が日本最大となる。

## 沿革
神流川は、烏川に合流する河川の中では、碓氷川・鏑川と並ぶ主要な河川であるが、最も河川開発が行われていた河川でもある。
1967年（昭和42年）に、群馬県企業局による水力発電専用の神水ダム（重力式コンクリートダム・20.0メートル）が、翌1968年（昭和43年）には利根川上流ダム群の一つで、首都圏の水瓶でもある下久保ダム（重力式コンクリートダム・129.0メートル）が建設された。支流の塩沢川にも、ダムが建設されていた。
既に、矢木沢発電所・玉原発電所・今市発電所と、大規模揚水発電所を利根川水系に建設していた東京電力は、新規電源開発地点として、神流川最上流部に着目していた。そして利根川水系と信濃川水系という分水嶺を跨いだ、2水系を利用した大規模揚水発電所の計画に着手した。
信濃川水系相木川の左支川である南相木川（三川）には、上池として南相木ダムを建設し、利根川水系である神流川には、下池として下久保ダムに匹敵する規模の巨大ダムを建設することとした。これが上野ダムである。
さらに上野ダムより上流、御巣鷹山付近の山中、地下500メートルに、奥多々良木発電所を超える、日本最大規模の水力発電所を建設する事となった。この神流川発電所は、1995年（平成7年）より着工した。

## 概要
上野ダムは数ある利根川水系のダムの中で6番目に高い堤高120メートルのダムであり、発電専用ダムに限れば利根川水系最大の高さである。有効貯水容量は12,670,000トンであるが、これは南相木ダムの有効貯水容量と全く同じである。
ダム建設地点は比較的広い谷であるため、主ダムと副ダムが折れ曲がりながら連なる堤体となった（右下写真参照）。工事の効率化と省力化を図るため、「合理化工法」が用いられた。セメント量を少なくして超硬練りコンクリートをブルドーザーやローラーで層状に締め固める工法が採用されたが、主ダム部分は大規模ダムで用いられる「RCD工法」が、副ダムには中小規模ダムで用いられる「拡張レヤ工法」が選択された。一つのダムに二つの工法が採用されるのは珍しい。
2003年（平成15年）に本体が竣工し試験的に貯水を行う試験湛水を実施、ダム本体及び周辺地域に異常が見られない事を確認して2005年（平成17年）に南相木ダムとともに完成した。神流川発電所は1・2号機の稼動が開始されたが、最終的には最大282万キロワットを発生する、日本最大の揚水発電所となる。

## 環境対策
上野ダムは極めて山奥にあるため水没する家屋こそなかったが、手付かずの自然が残されていた為に環境に対する保全が重要な課題となった。事業主体である東京電力は神流川発電所建設事業について、当初から環境に高度に配慮した建設事業として進める事とした。これは環境保護の高まりからダムと環境の問題が叫ばれる中で、特に細心の注意を払わなければならなかったのが環境対策だからである。
東京電力は発電所建設中の2002年（平成14年）10月、ISO 14001を取得した。これは環境に高度に配慮した事業に対し与えられるものであるが、上野ダム建設事業に関しては建設地点に自生しているシャクナゲ・フタバアオイ・ハナヒゼリといった貴重な植物を付近の類似した環境に移植したり、新しく植樹・植生を行う事で可能な限り建設前と同様の植物分布を保持しようとした。また、水生生物を保護するため建設中に生じる濁水処理基準をより厳しくし、尾瀬沼の水質に合致する水質での処理を自主基準とした。こうした事が評価されてのISO 14001取得であった。
ダム完成後は神流川の河川維持流量の配慮も行われた。大井川や信濃川など、東京電力は水力発電事業に関連した水利権問題を抱えていたが1997年（平成9年）の河川法改正により「河川環境の保全」が義務目標となり、電力会社管理ダムを含め全てのダムは、河川環境維持のための放流が半ば義務となった。上野ダムにおいては河川維持放流用の放流バルブを設置したほか、貯水池に発電に必要な水が貯まったら、それ以上貯まった水は水廻し水路を通じて下流に放流する設備を設けた。これにより、神流川の水量を安定して流下させ漁業や生態系への影響を抑制する事が可能となった。さらに南相木ダムへ揚水した神流川の水は、慣行水利権の関係から南相木川には流さず、全て上野ダムへ戻している。

## 観光とアクセス

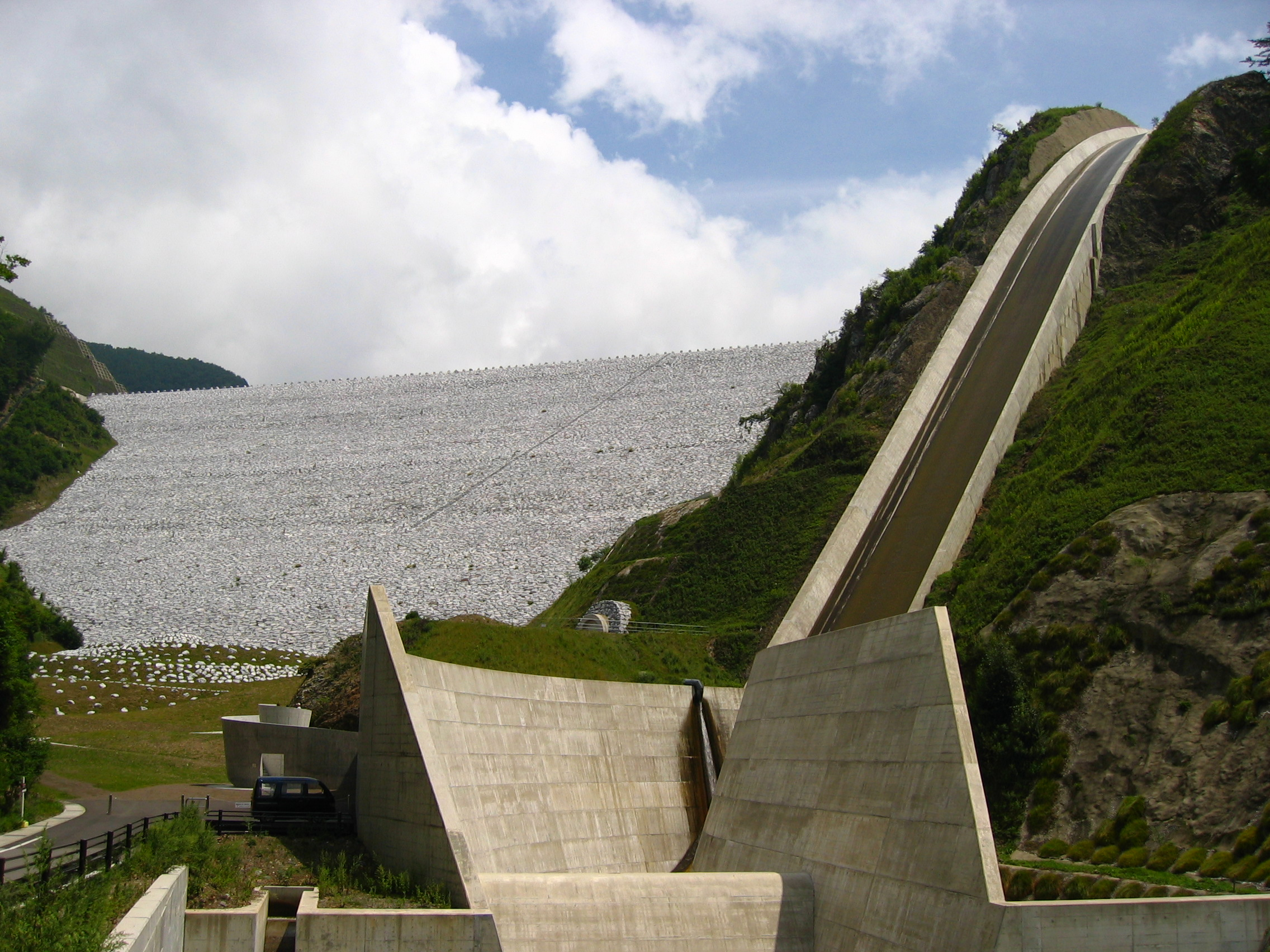
上池・南相木ダム（南相木川）

ダム完成後は南相木ダムと共に積極的にダム本体を開放している。上野ダムについてはダム両岸に広場を設けて見学しやすい環境を整えている。またダム直下も南相木ダムのように広場が出来ているわけではないが、開放されている。浜平トンネルを出てすぐ右折し直進すると駐車場があり、そこから10分ほど徒歩で進むと眼前に巨大な堤体が現れる。ダムまでの道は整備されており、神流川の清流と緑を見ながら散策できる他村営の本谷特設釣り場で渓流釣りも楽しめる。下流には浜平鉱泉・「しおじの湯」や全国郷土玩具館といった観光施設もある。ダム湖は奥神流湖（おくかんなこ）と命名された。
公共交通機関を用いてアクセスする場合、高崎線新町駅または八高線群馬藤岡駅から路線バスかんながわ号で「しおじの湯」まで約3時間である。
車でのアクセスとしてはいくつかのルートがある。
- 群馬県側･･･東京・高崎方面からのアクセスとしては、一つは上信越自動車道・下仁田インターチェンジ下車後国道254号を経由し下仁田中心街から群馬県道45号下仁田上野線を南牧村方面に進み湯の沢トンネルを経て上野村へ向かうのが時間的には最短である[注 2]。
- 長野県側･･･最短ルートとしては群馬県道・長野県道124号上野小海線でぶどう峠を越えるルートと、国道299号で十石峠を越えるルートがある。しかし何れも隘路で急カーブの連続する酷道で、加えて大雨時や冬季期間は通行止めとなっている[注 3]。

上野村中心部よりダムまでは、片側1車線の舗装された道路である。なお、南相木ダムと上野ダムを結ぶ御巣鷹山トンネルがあるが、一般人の利用は出来無い。
ダムカードは、上野村産業情報センターとしおじの湯で配布している。上野ダムに行ったことが証明できる写真を、いずれか一方で提示することでもらえる。

## 注
1. ↑  本数が1日3往復と非常に僅少である点に留意が必要。
2. ↑  下久保ダム経由で行く場合は国道299号をひたすら直進するだけであるが、神流町中心街など隘路部分がある為運転には注意が必要である。
3. ↑  このため初心者や運転に不慣れな場合は、国道254号で内山峠を越えるルートを選択したほうが安全である。